# Palapa B2R
O Palapa B2R (também conhecido por NewSat 1) foi um satélite de comunicação geoestacionário indonésio da série Palapa construído pela Hughes, ele foi operado pela Telkom. O satélite foi baseado na plataforma HS-376 e sua expectativa de vida útil era de 10 anos. O mesmo saiu de serviço em dezembro de 2000.

## História
O satélite foi construído originalmente como Palapa B2 e foi lançado a bordo do ônibus espacial Challenger durante a missão STS-41-B, no dia 3 de fevereiro de 1984, mas foi colocado em uma órbita imprópria quando o motor de perigeu, fornecido por um fabricante externo, falhou. Em novembro de 1984, durante a missão STS-51-A do ônibus espacial Discovery, o Palapa B2 foi recuperado e ele retornou para a Terra para as seguradoras. A Hughes remodelado o satélite, que acabou sendo vendida para a Indonésia. Renomeado para Palapa B2R, o satélite foi relançada com sucesso em abril de 1990 a bordo de um de foguete Delta-6925-8.
Após o término de suas funções, em 2001, o Palapa B2R detido pelo operador dos Estados Unidos e foi rebatizado NewSat 1.

## Lançamento
O satélite foi lançado com sucesso ao espaço no dia 13 de março de 1990, por meio de um veículo Delta-6.925-8, a partir da Estação da Força Aérea de Cabo Canaveral, na Flórida, EUA. Ele tinha uma massa de lançamento de 1.200 kg.

## Capacidade e cobertura
O Palapa B2R era equipado com 24 transponders em banda C para fornecer serviços de comunicações para a região da Ásia-Pacífico.